# Fadial
Fadial (ou Fad'jal) est une localité du Sénégal, située sur la Petite-Côte, au sud de Dakar.

## Administration
Fadial fait partie de la communauté rurale de Nguéniène, située dans le département de M'bour.
On distingue en réalité deux villages, Fadial Bambara et Fadial Sérère.

## Géographie
Les localités les plus proches sont Joal-Fadiouth, Ndiarogne, Diabougou, Nbissel, Ngalou Sam Sam, Keur Babakar et Keur Samba Dia. 

### Physique géologique
Le village se trouve au bord d'une lagune.

### Population
Selon le site du PEPAM (Programme d'eau potable et d'assainissement du Millénaire), Fadial Bambara compte 359 personnes et 41 ménages. La population de Fadial Sérère s'élève à 893 habitants pour 102 ménages.
Comme ces noms le suggèrent, ils sont d'origine bambara, mais surtout sérère.

## Jumelages et partenariats
Un partenariat existe notamment avec Rose Daily, une association de coopération internationale Midi-Pyrénées et pays Sérère.

## Personnalités nées à Fadial
- Safi Faye, réalisatrice de films documentaires d'origine sérère, y a tourné son premier long métrage, Kaddu Beykat (Lettre paysanne) en 1975.